# Joey Veerman
Joey Veerman, född 19 november 1998 i Purmerend, är en nederländsk fotbollsspelare som spelar i PSV, och som representerar det nederländska landslaget.

## Karriär
Veerman representerade som junior Volendam där han även inledde sin seniorkarriär 2016. 2019 lämnade han för SC Heerenveen i den nederländska högstadivisionen. 2022 kontrakterades han av PSV Eindhoven. Han har representerat det nederländska U19-landslaget och 2023 debuterade han i A-landslaget. Han medverkade i EM 2024.